# Mbati (Sprache)
Mbati (auch Isongo, Issongo, Lisongo, Lissongo und Songo) ist eine Bantusprache und wird von circa 60.000 Menschen in der Zentralafrikanischen Republik gesprochen. 
Sie ist in der Präfektur Lobaye um Mbaïki verbreitet.

## Klassifikation
Mbati bildet mit den Sprachen Bomitaba, Bongili, Dibole, Ngundi und Pande die Ngundi-Gruppe. Nach der Einteilung von Malcolm Guthrie gehört Mbati zur Guthrie-Zone C20.
Mbati hat die Dialekte Bolemba, Mbati, Bwaka und Bonzio.